# Katharina von Kleve (Geldern)
Katharina von Kleve (* 25. Mai 1417 auf der Schwanenburg in Kleve; † 10. Februar 1476 in Lobith) war Herzogin von Geldern und Gräfin von Zutphen. Ihre Eltern waren Herzog Adolf II. von Kleve (1373–1448) und Maria von Burgund (1394–1463), Tochter des Herzogs Johann Ohnefurcht von Burgund.

## Familie
Katharina von Kleve war verheiratet mit Herzog Arnold von Egmond, Herzog von Geldern und Graf von Zutphen (1410–1473) und hatte sechs Kinder:
- Maria (1432–1463) ⚭ 1449 mit Jakob II. (1430–1460)
- Eduard (1434, verstorben als kleines Kind)
- Wilhelm (1435, verstorben als kleines Kind)
- Margarete (* 11. August 1436; † 2. November 1486) ⚭ 1454 mit dem Pfalzgrafen Friedrich I. von Pfalz-Simmern (1417–1480).
- Adolf (1438–1477) ⚭ 1463 mit seiner Cousine Catherine de Bourbon (um 1441–1469). Er galt als Lieblingssohn von Katharina.
- Katharina (1439–1497), heimlich ⚭ mit dem Bischof von Lüttich, Ludwig von Bourbon (1438–1482/86). Aus der Ehe gingen drei Söhne hervor.

## Leben
Katharina wird als sehr selbstbewusste Frau beschrieben, weil sie sich als Frau in die politischen Verhältnisse des Herzogtums Geldern einmischte.
Mit sieben Jahren wurde sie mit Arnold von Egmond verlobt und sechs Jahre später 1430 mit ihm verheiratet. Die Ehe verlief so unglücklich, dass Katharina sich etwa 1440 von ihrem Mann trennte, um in Nimwegen oder Lobith zu leben.

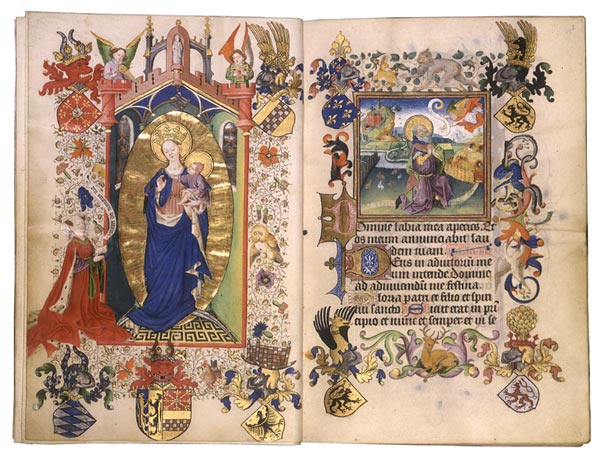
Doppelseite aus dem Stundenbuch der Katharina von Kleve

Als Kunstmäzenin ließ sie in dieser Zeit für ihren persönlichen Gebrauch ein Stundenbuch (Morgan Library & Museum, New York) mit 157 Miniaturen anfertigen, dessen Buchmaler nur als Meister der Katharina von Kleve bekannt ist.
Als sich ihr Mann 1449/50 auf eine Pilgerfahrt nach Rom und Jerusalem begab, übernahm Katharina stellvertretend die Regierungsgeschäfte. Nach der Rückkehr blieb die Ehe weiterhin angespannt und die Konflikte übertrugen sich auch auf den Sohn Adolf, der seinen oft verschwenderisch und gesetzeslos lebenden Vater als Herzog absetzen wollte. Katharina stand bei dieser Konfrontation als Mutter zwischen dem Vater und seinem Sohn, wobei sie letztlich ihren Sohn unterstützte. Beistand erhielt sie dabei sogar von ihren Gegnern, die ebenfalls die unsäglichen Zustände im Herzogtum Geldern beklagten. Auf den Straßen und Wegen im Herzogtum ereigneten sich nämlich zu der Zeit zahllose durch den Herzog geduldete Überfälle, Plünderungen und Entführungen.
1465 wurde Katharinas Mann auf Schloss Büren durch eine Verschwörung unter der Leitung des Sohnes Adolf gefangen genommen. Erst am 7. Dezember 1472 kam Ehemann Arnold wieder frei, nachdem er sein Herzogtum für 300.000 (in einer anderen Quelle ist von 92.000 die Rede) Goldgulden an seinen burgundischen Befreier Herzog Karl den Kühnen verpfändete. Katharina führte in Lobith, einem Familienbesitz der Egmonds, seither ein zurückgezogenes Leben. 1473 informierte man sie dort über den Tod ihres Mannes. Nach ihrem Tod am 10. Februar 1479 bestattete man sie neben ihrem Vater, Adolf II. von Kleve, im Kartäuserkloster der Marieninsel bei Wesel.